# 言問橋
| 国道6号標識       |
| 東京都道319号標識 |

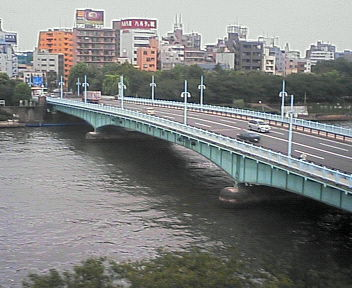
東京都墨田区から（2005年8月）

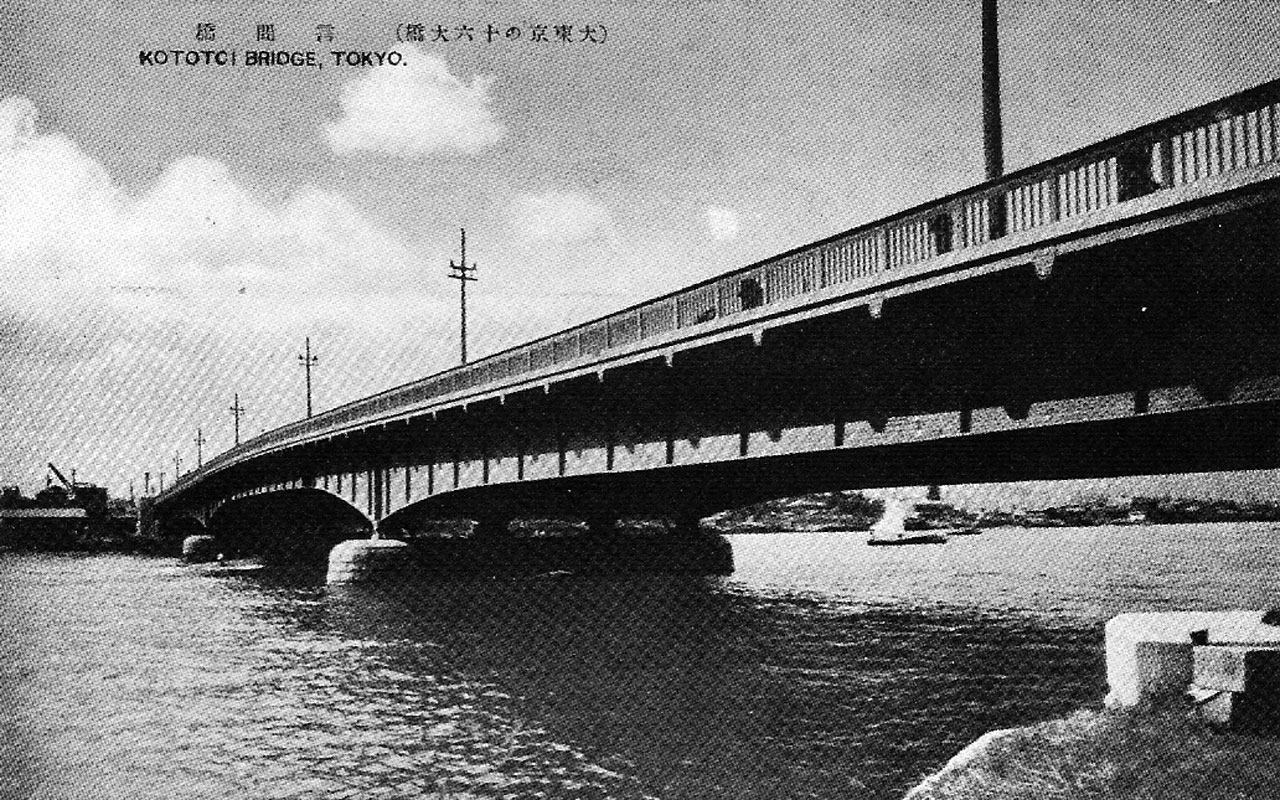
竣工当時の橋

言問橋（ことといばし）は、隅田川にかかる国道6号（東京都道319号環状三号線重用）の橋。西岸は台東区花川戸二丁目と浅草七丁目を分かち、東岸は墨田区向島一丁目と二丁目を分かつ。もともと「竹屋の渡し」という渡船場があった場所である。
両岸とも隅田公園の敷地を跨いでいるほか、東詰側の橋下を東京都道461号吾妻橋伊興町線（墨堤通り）が通過している。

## 建設の経緯
1923年（大正11年）に発生した関東大震災の復興事業として425の橋が建設された。復興局は相生橋、永代橋、清洲橋、蔵前橋、駒形橋、言問橋など115橋、東京市は厩橋、吾妻橋、両国橋など310橋を担当した。復興局が建設した隅田川六橋は、地形の制約が無い限り、景観を考慮して鋼構造が路面よりも低い上路形式を採用した。
言問橋建設前に橋は無く、渡しがあるだけだった。架けられたのは、両岸から伸びる桁（突桁）が、川の中の2つの橋脚を支点として中央の桁（吊桁）を支持する上路形式のゲルバー橋であり、岩切良助が設計した。総鋼量2,718 t。基礎にはニューマチックケーソン工法が採用された。塗装はオイルペイント上塗の3回塗で色はグレー。1928年(昭和3年)2月10日竣工、総工費1,830,713円。
両国橋や大阪の天満橋と並んで三大ゲルバー橋と呼ばれた。川端康成は小説『浅草紅団』（先進社、1930年）の中で、その直線的で力強いデザインを曲線的で優美な清洲橋と対比させ、「ゆるやかな弧線に膨らんでいるが、隅田川の新しい六大橋のうちで、清洲橋が曲線の美しさとすれば、言問橋は直線の美しさなのだ。清洲は女だ、言問は男だ。」と記している。

## 言問の由来
「言問」という名称は在原業平の詠んだ、
名にし負はばいざこと問はむ都鳥わが思ふ人はありやなしやと

という歌に因むといわれている。しかし、実際にこの業平の故事があったとされている場所は現在の白鬚橋付近にあった「橋場の渡し」でのことであり、言問橋近辺には地名としては存在していたわけではないため、多くの説がある。
有力な説としては、1871年（明治4年）の創業でこの地に現在もある言問団子の主人（もとは植木職人の外山佐吉（1817年 - 1886年）という人物）が団子を売り出すにあたって、隅田川にちなむ在原業平をもちだして「言問団子」と名づけ、人気の店となったことからこの近辺が俗に「言問ケ岡」と呼ばれるようになり、それにあわせて業平を祀ったことに由来するというものがある。

## 東京大空襲およびその後

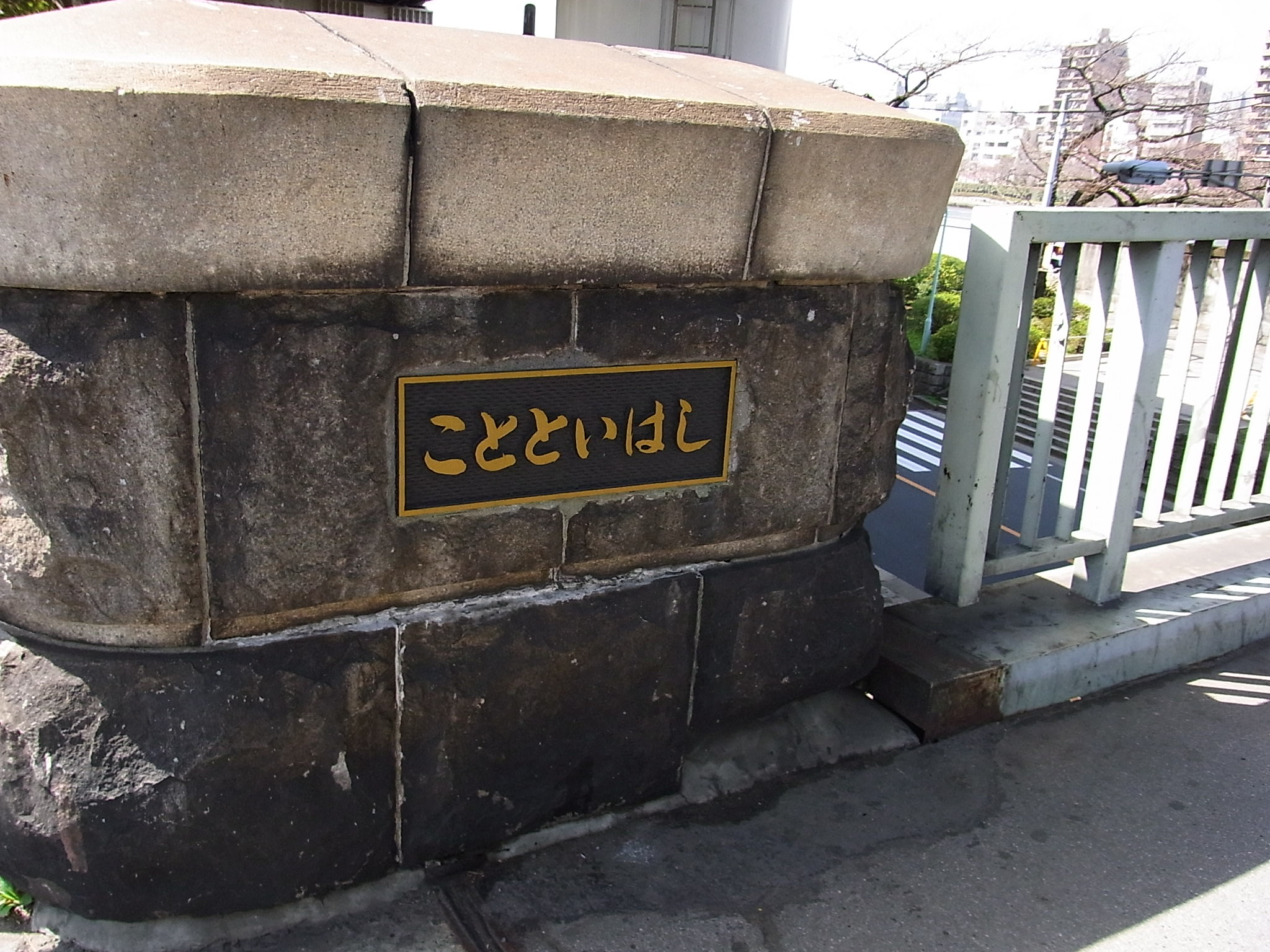
東京大空襲時の焼け跡が残る親柱（2010年3月20日撮影）

1945年（昭和20年）3月10日の東京大空襲（下町空襲）の際には、浅草方面の人が「川の向こうに行けば助かる」と思い言問橋を渡ろうとした。しかし対岸の向島・本所地区もすでに火の海であり、住民らは同様に対岸への避難を試みたため、両者が橋の上でぶつかり合い進退窮まる状態となった。そこへ焼夷弾が落ち、多数の死傷者を出した。
戦後は蟻の街と呼ばれた廃品回収業者の共同体が形成された。この共同体は1958年に8号埋立地（江東区潮見）へ移転が決定し、1960年頃に移転が完了した。
橋西詰の隅田公園内には、空襲での犠牲者を追悼する慰霊碑が設けられており、その横には1992年（平成4年）からの改修工事で切り出された欄干の基部の縁石（色が黒ずんで変色している）が展示されている。また、江戸東京博物館の屋外通路（横網町公園側）にも取り外された欄干と縁石の一部が保存展示されている。
2008年（平成20年）3月17日と18日の2日間に渡って日本テレビ系列で放送された、日本テレビ開局55周年記念番組のテレビドラマ『東京大空襲』では、言問橋がストーリーに密接に関わっている。
2008年（平成20年）3月28日、両国橋と共に東京都の東京都選定歴史的建造物に選定された。また、西詰(浅草方)は東京スカイツリーの撮影スポットでもある。

## 橋の概要
- 構造形式 - 鋼3径間ゲルバー鈑桁橋
- 橋長 - 238.7 m
- 幅員 - 22.0 m
- 着工 - 1925年（大正14年）5月11日
- 竣工 - 1928年（昭和3年）2月10日
- 施工主体 - 東京市復興局
- 橋桁製作 - 横河橋梁製作所

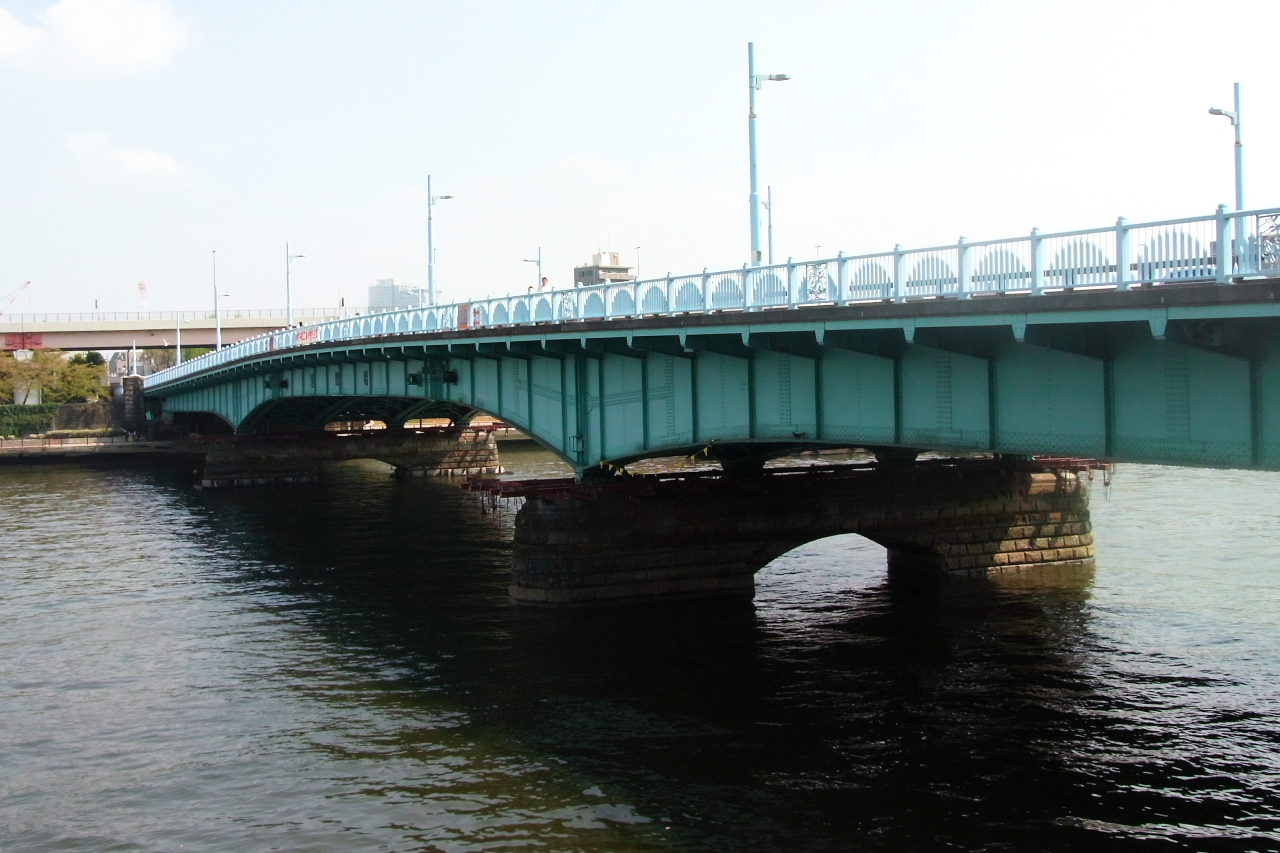
東京都台東区より。
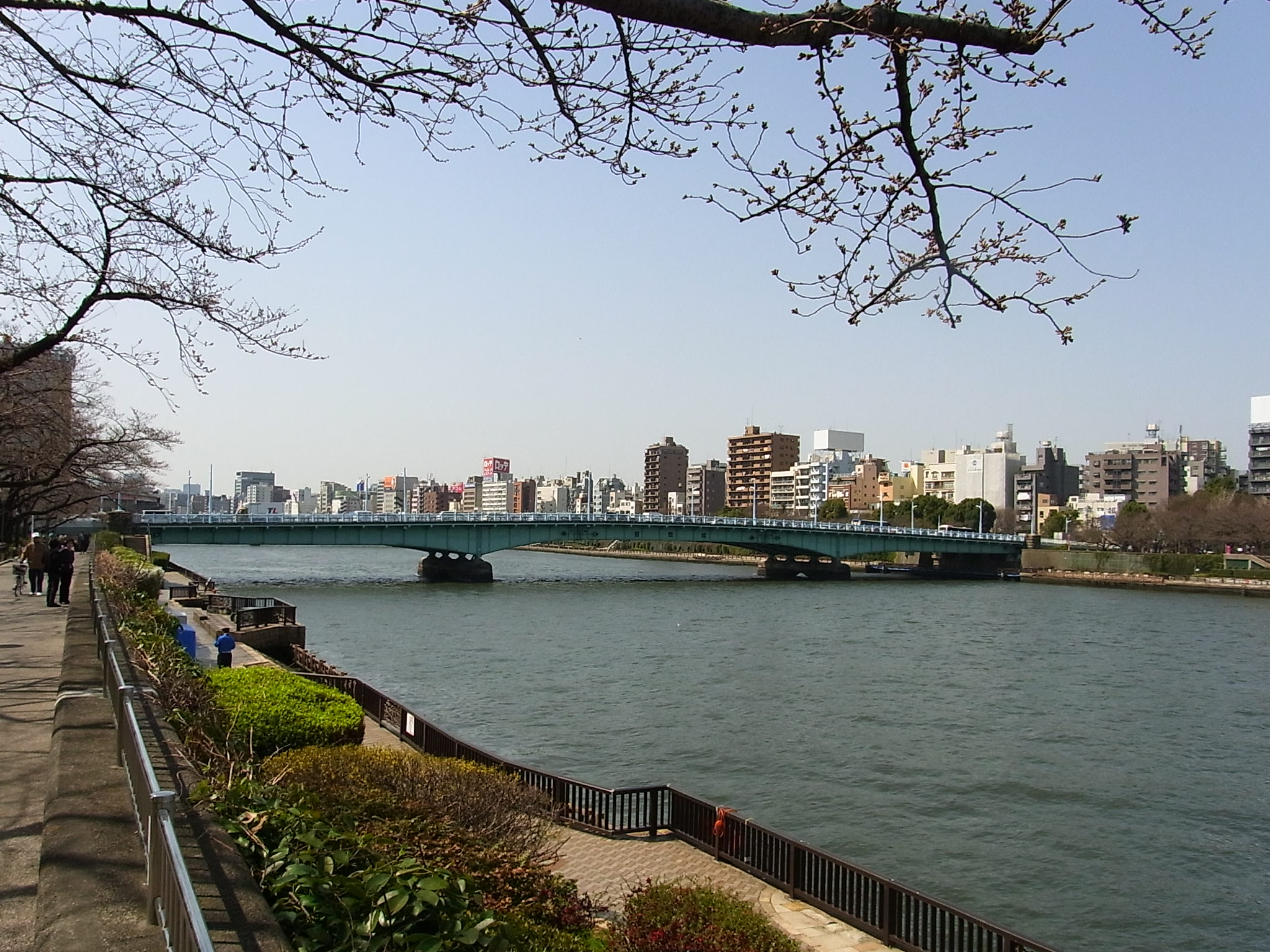
区立隅田公園より見た言問橋（2010年3月20日撮影）
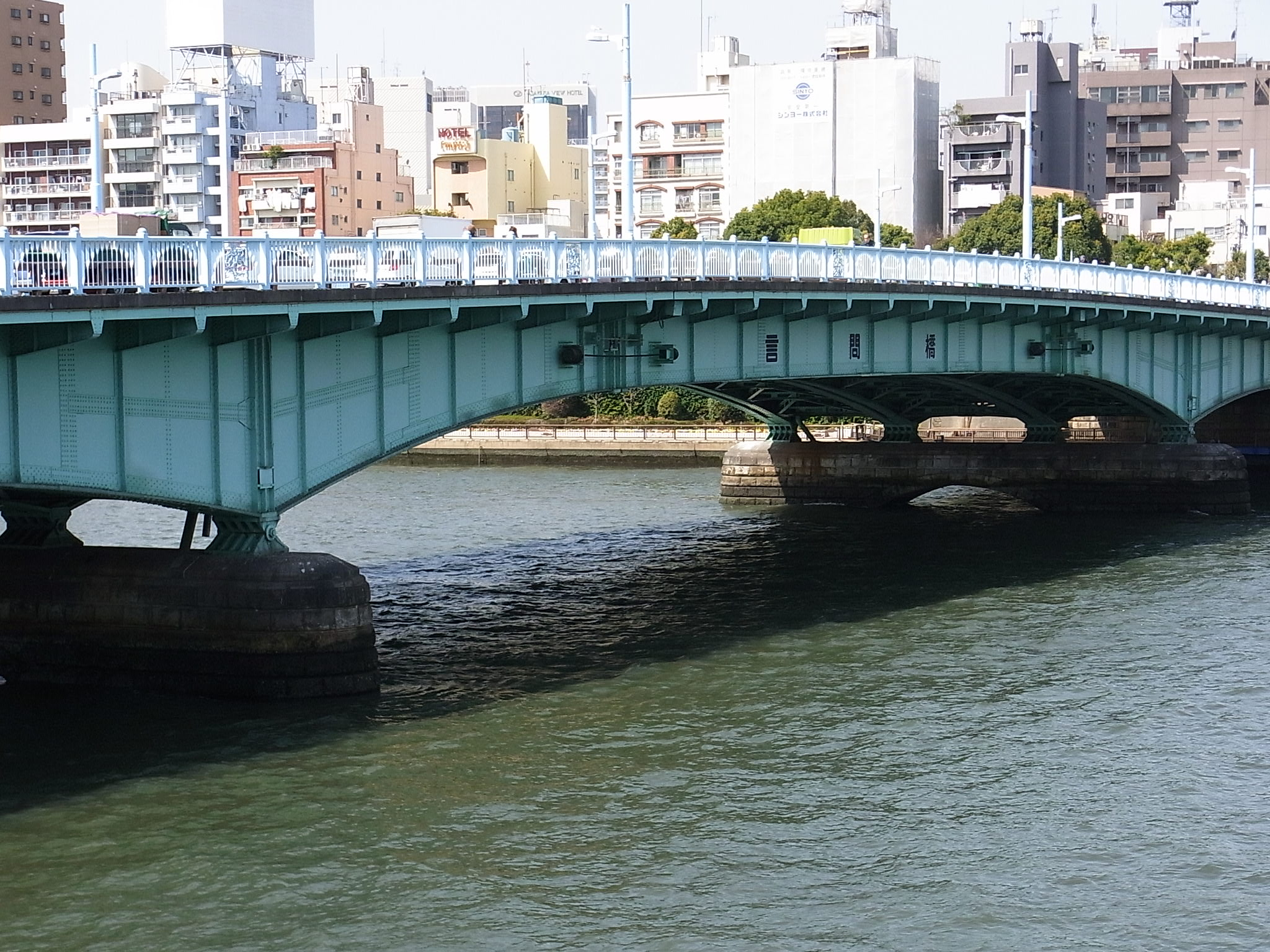
言問橋の中央部分（2010年3月20日撮影）
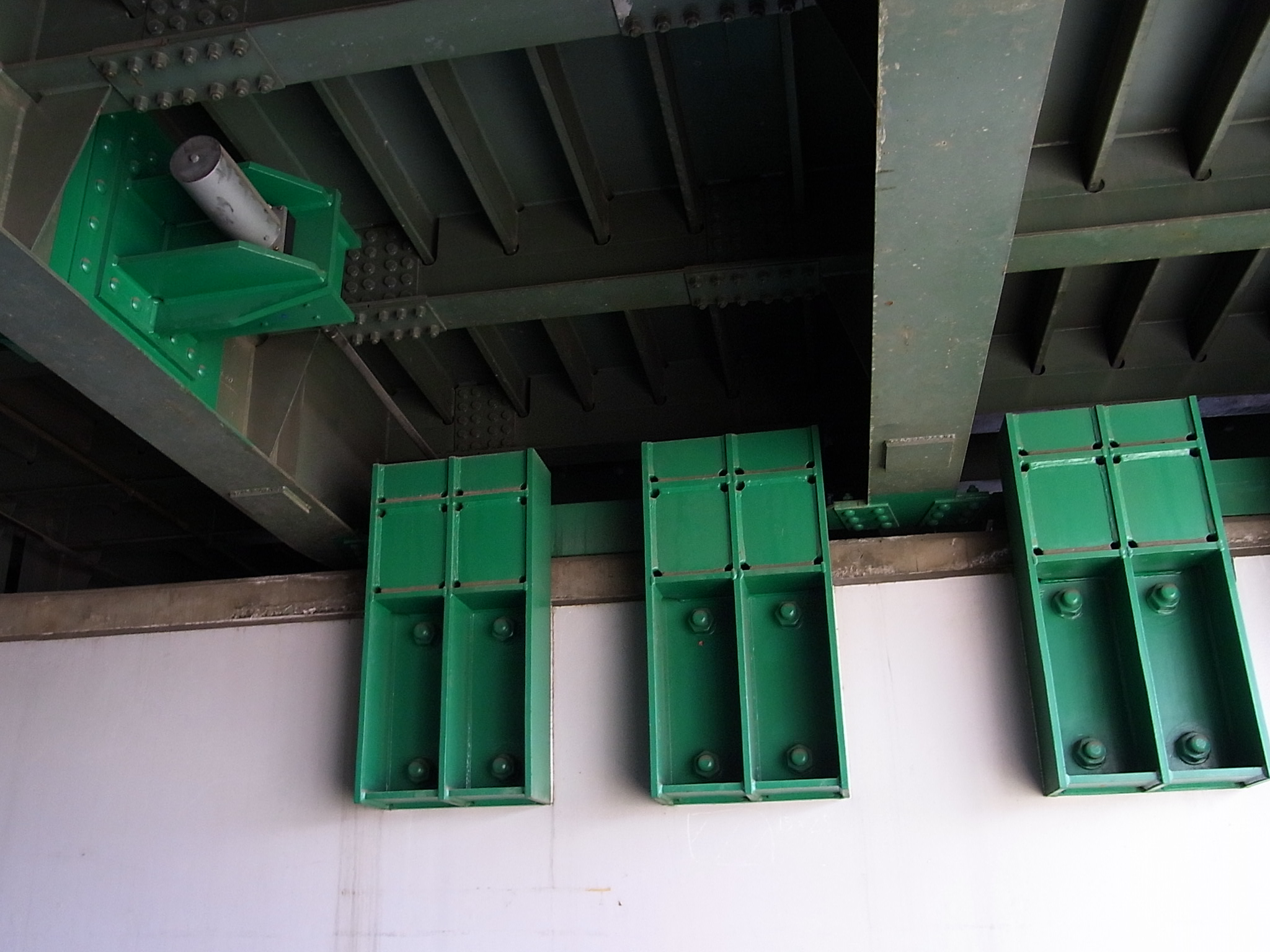
言問橋桁の耐震補強（2010年3月20日撮影）
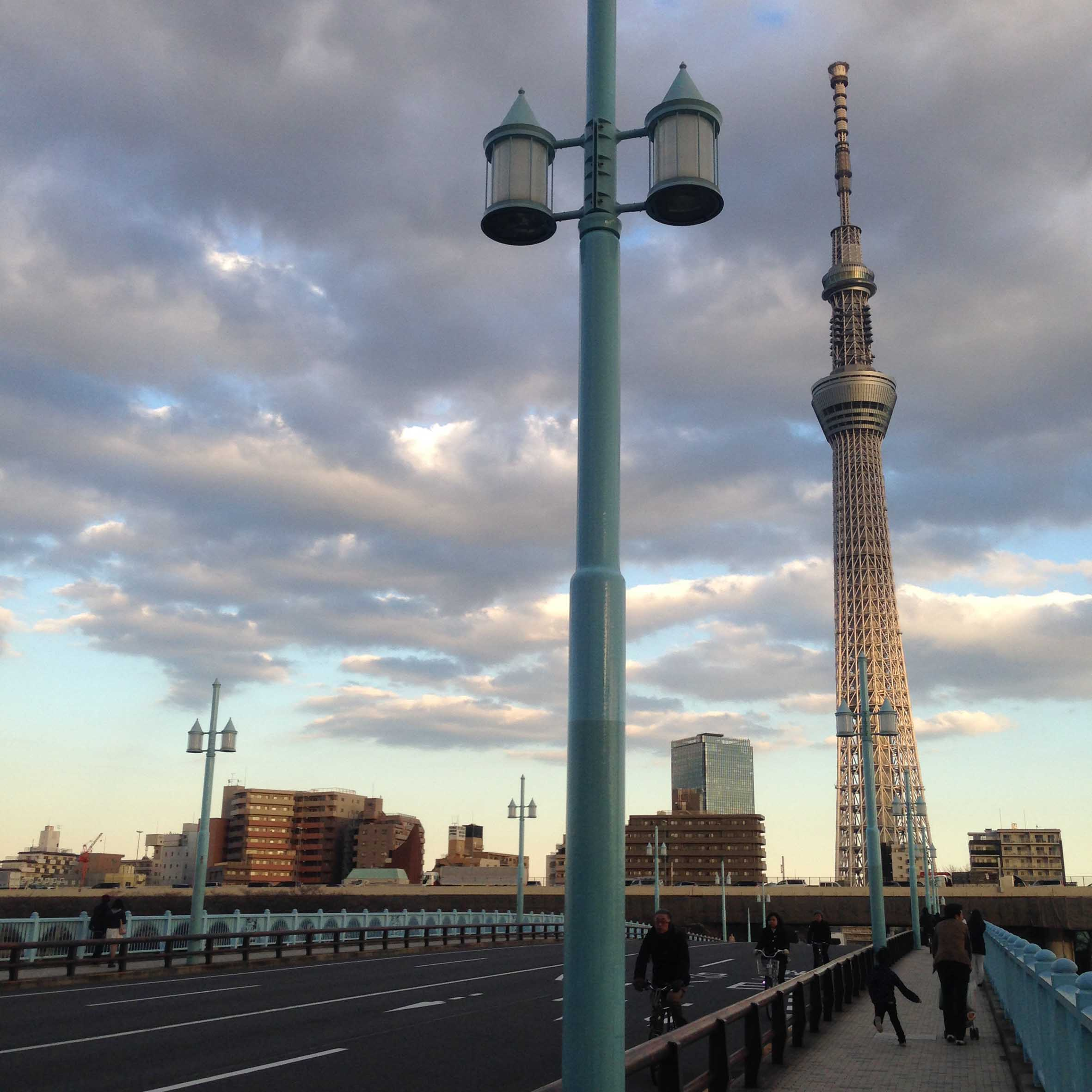
橋上より、東京スカイツリーを臨む
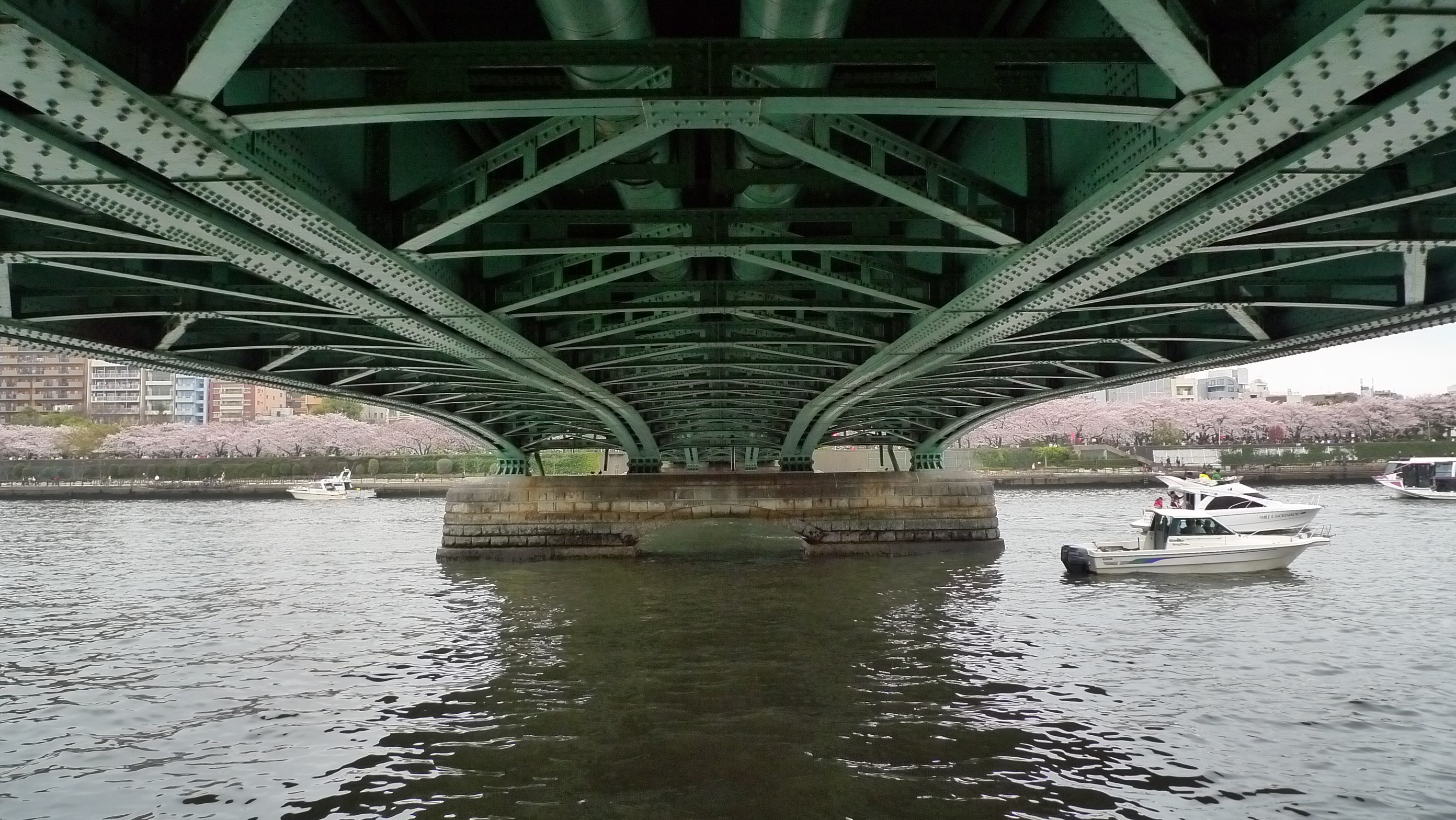
隅田川左岸より(2010年4月撮影)

## 隣の橋
- 隅田川

（上流） - 白鬚橋 - 桜橋 - 言問橋 - 隅田川橋梁 - 吾妻橋 - （下流）

## 舞台・背景とした作品
※発表年順。

### 音楽
- 言問橋（1976年）- クラフトの楽曲。
- 言問橋（1979年）- 清水由貴子の楽曲。

### ドラマ
- 夢に見た日々（1989年）- 千葉真一演ずる主人公が経営する喫茶店を再建する物語で[9]、店は言問橋の東岸川縁に在り、全編に登場する。